# St. Petersburg Open 1998 - Qualificazioni doppio
Le qualificazioni del doppio  dello  St. Petersburg Open 1998 sono state un torneo di tennis preliminare per accedere alla fase finale della manifestazione. I vincitori dell'ultimo turno sono entrati di diritto nel tabellone principale. In caso di ritiro di uno o più giocatori aventi diritto a questi sono subentrati i lucky loser, ossia i giocatori che hanno perso nell'ultimo turno ma che avevano una classifica più alta rispetto agli altri partecipanti che avevano comunque perso nel turno finale.
Le qualificazioni del doppio del torneo St. Petersburg Open 1998 prevedevano 4 coppie partecipanti di cui una è entrata nel tabellone principale.

## Teste di serie
1. Marius Barnard /  Brent Haygarth (Qualificati)

1. Jérôme Golmard /  Gábor Köves (primo turno)

## Qualificati
1. Marius Barnard  /   Brent Haygarth

## Tabellone

### Legenda
| - Q = Qualificato - WC = Wild card - LL = Lucky loser | - ALT = Alternate - SE = Special Exempt - PR = Protected Ranking | - w/o = Walkover - r = Ritirato - d = Squalificato |

|  | Primo turno | Primo turno                        | Primo turno                        | Primo turno | Primo turno |  |  | Ultimo turno | Ultimo turno                   | Ultimo turno                   | Ultimo turno | Ultimo turno |  |
|  |             |                                    |                                    |             |             |  |  |              |                                |                                |              |              |  |
|  | 1           | Marius Barnard Brent Haygarth      | Marius Barnard Brent Haygarth      | 7           | 7           |  |  |              |                                |                                |              |              |  |
|  |             | Gianluca Pozzi Vincenzo Santopadre | Gianluca Pozzi Vincenzo Santopadre | 6           | 6           |  |  | 1            | Marius Barnard Brent Haygarth  | Marius Barnard Brent Haygarth  | 6            | 6            |  |
|  |             | Stanislav Pribilov Igor Shilin     | Stanislav Pribilov Igor Shilin     | 6           | 7           |  |  |              | Stanislav Pribilov Igor Shilin | Stanislav Pribilov Igor Shilin | 3            | 0            |  |
|  | 2           | Jérôme Golmard Gábor Köves         | Jérôme Golmard Gábor Köves         | 2           | 6           |  |  |              |                                |                                |              |              |  |